# Luise Kummer
Luise Kummer (* 29. Juni 1993 in Jena) ist eine ehemalige deutsche Biathletin.

## Sportliche Karriere
Luise Kummer begann nach der Grundschule mit dem Biathlonsport. Wegen ihres Interesses wechselte sie 2007 vom Goethegymnasium Ilmenau auf das Sportgymnasium Oberhof, auf dem sie das Abitur erfolgreich absolvierte. Ab 2012 gehörte sie dem D/C-Kader der deutschen Biathlon-Mannschaft an. Nach der Saison 2014/15 wurde sie in die Lehrgangsgruppe Ia und den B-Kader aufgenommen.
Ihr internationales Debüt gab die Sportsoldatin beim Europäischen Olympischen Winter-Jugendfestival 2011 in Liberec. Dort machte sie mit einem zehnten Platz im Sprint und Rang 13 im Einzel auf sich aufmerksam. Ihr Europacup-Debüt gab sie 2014 in Ridnaun-Val Ridanna mit einem 54. Platz im Sprint. Ihr bestes Ergebnis im Europacup gelang ihr in Ruhpolding, wo sie den 21. Platz erreichte.
Bei den Biathlon-Juniorenweltmeisterschaften 2014 in Presque Isle gewann sie nach einem achten Platz im Sprint Silber in der Verfolgung. Im Einzel und der Staffel gewann sie die Goldmedaille. Aufgrund dieser Ergebnisse wurde sie beim Weltcup in Oslo eingesetzt. Im Sprint verpasste sie mit Rang 82 die anschließende Verfolgung.
Nach guten Leistungen im IBU-Cup wurde Kummer für den Weltcup-Auftakt 2014/15 in Östersund nominiert. Hier erreichte sie ohne Schießfehler ihr bis dahin bestes Karriere-Resultat mit dem 18. Platz im Einzel. Damit übertraf sie auch ihr vorheriges bestes IBU-Cup-Ergebnis. Beim Staffelrennen in Hochfilzen gelang ihr zusammen mit Franziska Hildebrand, Vanessa Hinz und Franziska Preuß ihr erster Weltcupsieg. Beim Weltcup in Antholz gelang ihr dank fehlerfreier und schneller Schießeinlagen ein 13. Platz im Sprint. Im anschließenden Staffelrennen errang sie zusammen mit Franziska Hildebrand, Franziska Preuß und Laura Dahlmeier ihren zweiten Weltcupsieg. In der Verfolgung des Weltcups in Nové Město na Moravě gelang ihr trotz widriger Bedingungen ein zwölfter Rang, womit sie auch die Norm für die Weltmeisterschaften im finnischen Kontiolahti erfüllen konnte. Am 19. Februar wurde sie offiziell für ihre erste WM als fünfte Frau nominiert. Dort wurde sie als Startläuferin der Mixed-Staffel sechste. Am 20. März 2015 erreichte sie im Sprintrennen beim Weltcup-Finale als Achte ihre bis dahin beste Platzierung in einem Weltcup-Rennen. In der anschließenden Verfolgung wurde sie 15. und konnte sich damit erstmals für einen Massenstart qualifizieren.
In der Vorbereitung auf die Saison 2015/16 musste Luise Kummer eine Operation an den Weisheitszähnen über sich ergehen lassen. Ein Infekt sorgte für einen zusätzlichen Trainingsausfall. Sie konnte sich in der Folge nicht für die Weltcupmannschaft qualifizieren und startete nach einer kurzen Erholungspause an der zweiten Station des IBU-Cups in Ridnaun in den Wettkampfwinter. Im Januar startete sie sie wieder im Weltcup und nahm an den Wettkämpfen in Ruhpolding, im kanadischen Canmore und im US-amerikanischen Presque Isle teil. Das Staffelrennen in Presque Isle war das letzte Weltcuprennen in Kummers Karriere. Nachdem Vanessa Hinz und Maren Hammerschmidt nach einer Erkrankung nicht an den Wettkämpfen in Übersee teilnahmen und Franziska Hildebrand und Laura Dahlmeier nur die Rennen in Canmore bestritten und sich danach auf die Weltmeisterschaften vorbereiteten, gingen die deutschen Damen in Presque Isle mit einer „B-Mannschaft“ ins Rennen. Obwohl Miriam Gössner als dritte Athletin eine Strafrunde laufen musste, erreichten Franziska Preuß, Luise Kummer, Miriam Gössner und Karolin Horchler auf dem dritten Rang das Ziel. Horchler konnte nach schnellem und sicherem Schießen die stärkeren Läuferinnen Olena Pidhruschna und Krystyna Guzik auf der letzten Runde lange auf Abstand halten, verlor jedoch den Zielsprint nach Zielfoto knapp gegen Pidhruschna, sicherte aber mit einem Vorsprung von weniger als einer Sekunde auf Guzik die Podiumsplatzierung für die deutsche Mannschaft ab. Bei den Biathlon-Europameisterschaften 2016 im russischen Tjumen gewann Kummer die Goldmedaille im Massenstart und gemeinsam mit Matthias Dorfer die Silbermedaille in der Single-Mixed-Staffel.
Zu Beginn der Saison 2016/17 entschloss sich Luise Kummer nach dem ersten Rennen des IBU-Cups zu einer Trainingspause, überdies verletzte sie sich beim Joggen und zog sich einen Anriss des Außenbandes zu. Seit Ende Januar 2017 startete sie wieder im Deutschlandpokal und gewann drei Wettbewerbe, im März 2017 war sie wieder im IBU-Cup aktiv und nahm an den letzten Wettbewerben in Kontiolahti und Otepää teil. Auch die Saison 2017/18 bestritt sie im IBU-Cup. Die einzige Podiumsplatzierung – und auch ihre letzte in einem internationalen Rennen – erreichte sie gemeinsam mit Nadine Horchler, Michael Willeitner und Florian Graf im Mixedstaffelrennen beim IBU-Cup in Lenzerheide den dritten Rang. Bei den Europameisterschaften in Ridnaun war ein 22. Platz im Verfolgungsrennen über 10 km ihre beste Platzierung, für die Staffelrennen wurde sie nicht berücksichtigt.
In der Saison 2018/19 erreichte Luise Kummer noch zwei Top-10-Ergebnisse im IBU-Cup. An den Europameisterschaften in Minsk-Raubitschy nahm sie nicht teil. Ihr letztes internationales Rennen bestritt Luise Kummer beim Sprint in Otepää, den sie nach zwei Schießfehlern auf dem 27. Rang beendete. An den letzten Wettkämpfen des Winters im IBU-Cup in Martell nahm sie nicht mehr teil. Nach dem Ende der Saison beendete Luise Kummer ihre Karriere als aktive Biathletin.

## Nach der aktiven Karriere
Nach dem Ende ihrer Karriere als aktive Leistungssportlerin studierte Luise Kummer von Oktober 2019 bis August 2022 Betriebswirtschaftslehre an der Universität Bayreuth. In dieser Zeit absolvierte sie zwischen Januar 2022 und Juni 2022 ein Auslandssemester an der Linné-Universität im schwedischen Kalmar. Bis März 2023 war sie als ehemalige Leistungssportlerin der Sportfördergruppe der Bundeswehr im Berufsförderungsdienst angestellt und arbeitete dort – auch neben ihrem Studium – in der Verwaltung und als Veranstaltungskoordinatorin. Im April 2023 trat sie eine Stelle als Leiterin Kommunikation und Marketing bei den Basketball Löwen Erfurt an.

## Statistik

### Weltcupsiege
| Nr. | Datum         | Ort        | Disziplin |
| --- | ------------- | ---------- | --------- |
| 1.  | 13. Dez. 2014 | Hochfilzen | Staffel 1 |
| 2.  | 25. Jan. 2015 | Antholz    | Staffel 2 |

### Weltmeisterschaften
Ergebnisse bei Biathlon-Weltmeisterschaften
| Weltmeisterschaft | Weltmeisterschaft | Einzel | Sprint | Verfolgung | Massenstart | Staffel | Mixed-Staffel |
| Jahr              | Ort               | Einzel | Sprint | Verfolgung | Massenstart | Staffel | Mixed-Staffel |
| ----------------- | ----------------- | ------ | ------ | ---------- | ----------- | ------- | ------------- |
| 2015              | Kontiolahti       | 25.    | –      | –          | –           | –       | 6.            |

### Biathlon-Weltcup-Platzierungen
Die Tabelle zeigt alle Platzierungen (je nach Austragungsjahr einschließlich Olympische Spiele und Weltmeisterschaften).
- 1.–3. Platz: Anzahl der Podiumsplatzierungen
- Top 10: Anzahl der Platzierungen unter den ersten zehn (einschließlich Podium)
- Punkteränge: Anzahl der Platzierungen innerhalb der Punkteränge (einschließlich Podium und Top 10)
- Starts: Anzahl gelaufener Rennen in der jeweiligen Disziplin
- Staffel: inklusive Mixed- und Single-Mixed-Staffeln

| Platzierung         | Einzel | Sprint | Verfolgung | Massenstart | Staffel | Gesamt |
| ------------------- | ------ | ------ | ---------- | ----------- | ------- | ------ |
| 1. Platz            |        |        |            |             | 2       | 2      |
| 2. Platz            |        |        |            |             |         |        |
| 3. Platz            |        |        |            |             | 1       | 1      |
| Top 10              |        | 1      |            |             | 7       | 8      |
| Punkteränge         | 2      | 7      | 4          | 2           | 7       | 22     |
| Starts              | 2      | 12     | 6          | 2           | 7       | 29     |
| Stand: Karriereende |        |        |            |             |         |        |